# 宗砌
宗砌（そうぜい、至徳3年〈1386年〉頃 - 享徳4年1月16日〈1455年2月2日〉）は、室町時代中期の連歌師。山名時熙・持豊（宗全）父子の家臣で、俗名は高山民部少輔時重。

## 生涯
詩や和歌を好んだ山名時熙に仕え、連歌を梵灯、和歌を正徹に学んだ。出家の時期や事情は不明だが、梵灯が没した応永末年（1427年頃）には出家し高野山に住していた（『初心求詠集』）。
永享5年（1433年）、将軍・足利義教が山名常熙（時熙）を奉行として催した北野法楽の一万句連歌に宗砌は参加。同年10月には草庵を新たに営み、正徹や山名持豊ら歌友のもとを訪ねて歌会を催した（『草根集』）。その後、永享12年（1440年）の北野法楽万句に参加するなどしている。
嘉吉元年（1441年）、足利義教が赤松満祐に殺害され、山名持豊がそれを討つ嘉吉の乱が起きる。これ以降、宗砌は当時の代表的連歌師とされる智蘊・忍誓・日晟・専順・行助らと連歌会を行うことが増え、文安2年（1445年）8月の十五夜に「月千句」、同年冬に「雪千句」をそれら連歌師たちと行った。また、宗砌は連歌会で発句を多く詠むようになっており、文安年間の連歌会において中心的な立場にあった。文安5年（1448年）、宗砌は北野神社連歌会所奉行に任じられ、連歌宗匠の称を許される。享徳元年（1452年）に一条兼良が連歌新式の改訂を行った際は、それに協力した。
享徳3年（1454年）に主君・山名宗全が没落すると、宗全に従って但馬に下向。翌享徳4年（1455年）に死去した。
『新撰菟玖波集』では、心敬につぎ第2位の入集句数を持つ。連歌論書に『初心求詠集』、『古今連談集』、『花能万賀喜』、『蜜伝抄』、句集に『宗砌句集』などがある。
但馬退居前の最晩年の弟子に宗祇がいる。また、宗砌の仕えた山名氏の家臣団にも太田垣朝説ら宗砌の弟子たちがおり、その教えの伝わる過程が慶長末頃まで確認できる。
宗砌に関する伝承として、大和国添下郡鷹山庄（現在の奈良県生駒市高山町）の領主だった高山氏（鷹山氏）の出身で高山頼栄の次男とするものがある。この中で、宗砌はわび茶に通じ、村田珠光の依頼で同地の特産品となる茶筌（茶筅）を考案したとされているが、これらは事実ではないと考えられる。